# U-Bahnhof Karlovo náměstí

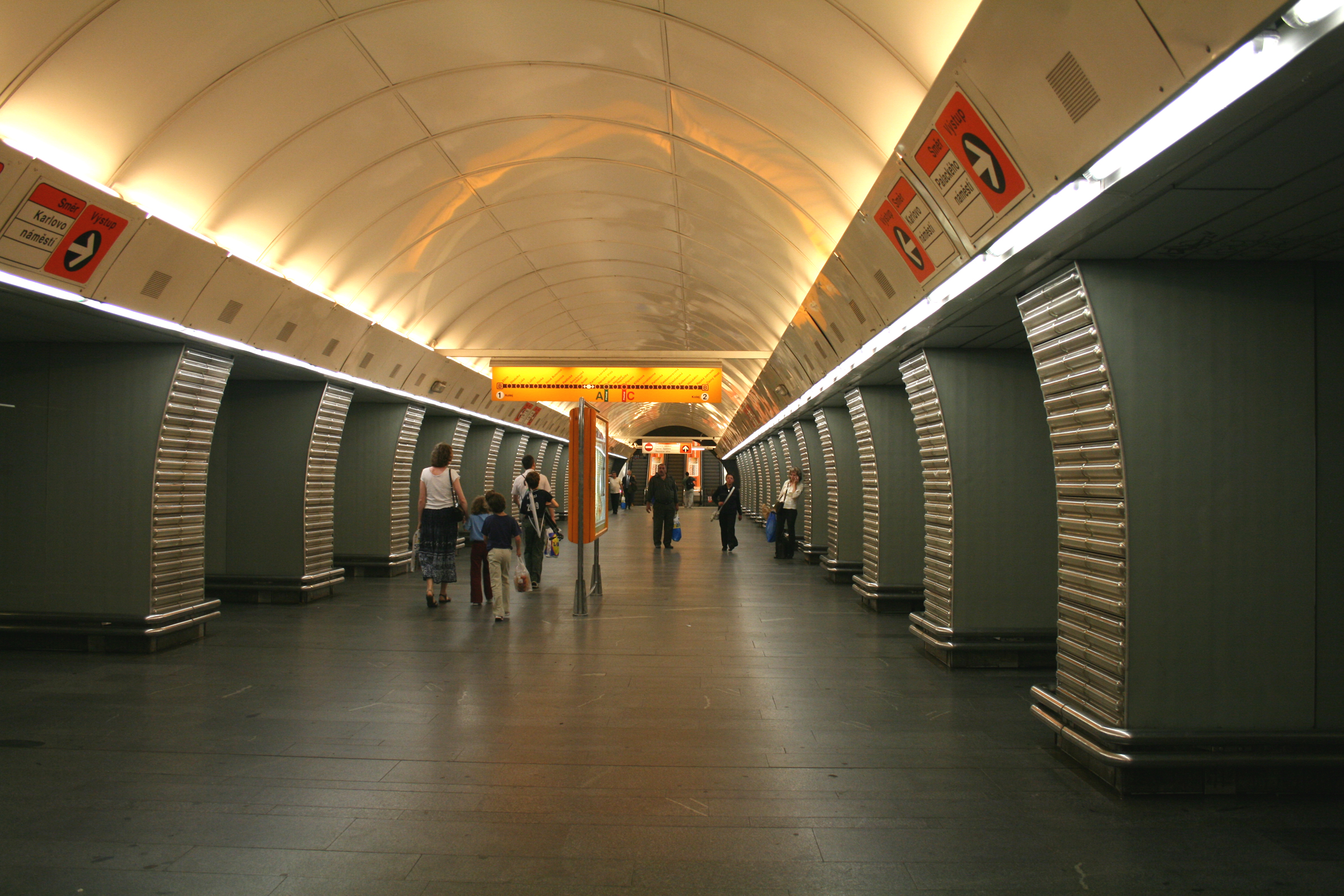
Bahnsteig

Der U-Bahnhof Karlovo náměstí ist eine Station der Prager Metro auf der Linie B. Er ist nach dem Karlsplatz (Karlovo náměstí) benannt. Die Station hat zwei Ausgänge, einen auf den Karlsplatz und eine auf den Palacký-Platz (Palackého náměstí) am Moldauufer. An beiden Plätzen bestehen Umsteigemöglichkeiten zu Straßenbahnlinien.
Die Station Karlovo náměstí wurde von 1979 bis 1985 erbaut und mit der Inbetriebnahme der Linie B am 2. November 1985 eröffnet. Der Bahnsteig ist 166 Meter lang und liegt in 40 Metern Tiefe.